# یویا اونوئه
یویا اونوئه (ژاپنی: 尾上 勇也؛ زادهٔ ۸ آوریل ۱۹۸۵) یک بازیکن فوتبال اهل ژاپن است.
از باشگاه‌هایی که در آن بازی کرده‌است می‌توان به باشگاه فوتبال توکوشیما ورتیس اشاره کرد.